# النفير (الجميمة)

تعديل مصدري - تعديل

النفير هي إحدى قرى عزلة وادى غامس بمديرية الجميمة التابعة لمحافظة حجة، بلغ تعداد سكانها 135 نسمة حسب تعداد اليمن لعام 2004.